# باتريك هيلري
باتريك هيلري (بالإنجليزية: Patrick Hillery)‏ (و. 1923 – 2008 م) هو سياسي، ودبلوماسي، من جمهورية أيرلندا، توفي في دبلن، عن عمر يناهز 85 عاماً.

## مناصب
تولى منصب رئيس أيرلندا (3 ديسمبر 1976–2 ديسمبر 1990)، والمفوض الأوروبي للوظائف والحقوق الاجتماعية ‏ (6 يناير 1973–2 ديسمبر 1976)، ونائب دييل (2 يوليو 1969–5 فبراير 1973)، ووزير الخارجية والتجارة ‏ (2 يوليو 1969–3 يناير 1973)، ووزير الأشغال والمشاريع والابتكار ‏ (21 أبريل 1965–13 يوليو 1966)، ونائب دييل (21 أبريل 1965–21 مايو 1969)، ونائب دييل (11 أكتوبر 1961–11 مارس 1965)، ووزير التربية والمهارات ‏ (23 يونيو 1959–21 أبريل 1965)، ونائب دييل (20 مارس 1957–1 سبتمبر 1961)، ونائب دييل (2 يونيو 1954–13 ديسمبر 1956)، ونائب دييل (13 يونيو 1951–23 أبريل 1954).

## التعليم
تعلم في كلية دبلن الجامعية.

## جوائز
حصل على جوائز منها:
- وسام استحقاق الجمهورية الإيطالية.

| المناصب السياسية         | المناصب السياسية                                   | المناصب السياسية       |
| ------------------------ | -------------------------------------------------- | ---------------------- |
| سبقه Cearbhall Ó Dálaigh | رئيس أيرلندا 3 ديسمبر 1976 - 2 ديسمبر 1990         | تبعه ماري روبنسون      |
| سبقه                     | نائب دييل 2 يوليو 1969 - 5 فبراير 1973             | تبعه                   |
| سبقه فرانك ايكن          | وزير الخارجية والتجارة 2 يوليو 1969 - 3 يناير 1973 | تبعه Brian Lenihan Snr |
| سبقه                     | نائب دييل 21 أبريل 1965 - 21 مايو 1969             | تبعه                   |
| سبقه                     | نائب دييل 11 أكتوبر 1961 - 11 مارس 1965            | تبعه                   |
| سبقه                     | نائب دييل 20 مارس 1957 - 1 سبتمبر 1961             | تبعه                   |
| سبقه                     | نائب دييل 2 يونيو 1954 - 13 ديسمبر 1956            | تبعه                   |
| سبقه                     | نائب دييل 13 يونيو 1951 - 23 أبريل 1954            | تبعه                   |

## روابط خارجية
- باتريك هيلري على موقع الموسوعة البريطانية (الإنجليزية)
- باتريك هيلري على موقع مونزينجر (الألمانية)
- باتريك هيلري على موقع إن إن دي بي (الإنجليزية)